# Sven Nykvist
Sven Nykvist (født 3. december 1922, død 20. september 2006) var en svensk filmfotograf. Han var især kendt for sit nære samarbejde med Ingmar Bergman i mange af dennes mest kendte film som Gøglernes aften, Hvisken og råb og Fanny og Alexander.
Sven Nykvist startede som nittenårig i den svenske filmindustri. I 1940'erne arbejdede han på mindre svenske film, og hans første opgave som filmfotograf kom i 1943. Der skulle dog gå ti år, inden han første gang kommer til at fotografere en film med Ingmar Bergman som instruktør, nemlig Gøglernes aften fra 1953. Fra og med Jomfrukilden fra 1960 blev det til et langvarigt og tæt samarbejde mellem to filmpersonligheder, der gav genlyd over det meste af verden.
Nykvist var især en mester til lyssætningen, der gav mange af de sort-hvide film et specielt udtryk. Men også farvebillederne havde deres specielle bløde farver, der gav filmene et naturalistisk præg. 
Det var ikke blot Bergman, der fik glæde af Nykvists fotografering. Også andre store instruktører som Andrei Tarkovsky, Bob Fosse, Woody Allen, Volker Schlöndorff, Louis Malle, Roman Polanski, Paul Mazursky og Lasse Hallström brugte Nykvist i en eller flere film, lige som han også fotograferede et par film med Bergman-skuespillerne Liv Ullmann, Erland Josephson og Max von Sydow som instruktører. Flere af disse instruktører er kunstnerisk velansete film, der ikke nødvendigvis samtidig er succesrige hos publikum, men Nykvist havde ikke fine fornemmelser og filmede også en række mainstream-film.
Sven Nykvist forsøgte sig også som filminstruktør selv i enkelte tilfælde, men det var og blev med fotograferingen, han satte sit tydelige fingeraftryk i filmhistorien. For dette arbejde modtog han også adskillige priser, herunder to Oscars.
Hans karriere blev afsluttet, da han fik afasi i 1998.

## Filmografi
Sven Nykvist var filmfotograf på blandt andet følgende film:
- I det mørkeste Småland (1943)
- Tretten stole (1945)
- Gøglernes aften (1953)
- Barabbas (1953)
- Karin Månsdotter (1954)
- Salka Valka (1954)
- Skandalen i Lilleby (1956)
- Laila (1958)
- Jomfrukilden (1960)
- Som i et spejl (1961)
- Stilheden (1963)
- Elskende par (1964)
- Persona (1966)
- Ulvetimen (1968)
- Passion (1969)
- Berøringen (1971)
- Hvisken og råb (1972)
- Slangens æg (1977)
- Høstsonaten (1978)
- Willie & Phil (1980)
- Postbudet ringer altid to gange (1981)
- Fanny og Alexander (1982)
- Star 80 (1983)
- Swanns kærlighed (1984)
- Offeret (1986)
- Tilværelsens ulidelige lethed (1988)
- Ved vejen (1988)
- Chaplin (1992)
- Oksen (1992 – også instruktion)
- Søvnløs i Seattle (1993)
- Kristin Lavransdatter (1995)

## Priser og hædersbevisninger
Blandt Sven Nykvists mange priser og hædersbevisninger kan nævnes:
- 1974: Oscar for bedste fotografering i Hvisken og råb
- 1984: Oscar for bedste fotografering i Fanny og Alexander
- 1986: Bedste kunstneriske bidrag ved Cannes Filmfestival for Offeret
- 1996: Pris for karrieren i "American Society of Cinematographers"
- 1998: Pris for bedste duo nogensinde: Instruktør – filmfotograf (sammen med Ingmar Bergman) ved "Camerimage"